# Beker van België 1971-72
Het seizoen 1971/72 van de Beker van België in het voetbal begon in de zomer van 1971 en eindigde op 28 mei 1972 met de finale in het Heizelstadion in Brussel. De beker ging naar RSC Anderlecht dat Standard Luik in de finale versloeg met 1-0.

## Laatste 4
Dit schema toont de vier langst overgebleven clubs en de wedstrijden vanaf halve finales.
|  | halve finale         | halve finale |  |               | finale         | finale |
|  |                      |              |  |               |                |        |
|  |                      |              |  |               |                |        |
|  | RSC Anderlecht       | 4            |  |               |                |        |
|  | Racing Mechelen (II) | 1            |  |               |                |        |
|  |                      |              |  |               | RSC Anderlecht | 1      |
|  |                      |              |  | Standard Luik | 0              |        |
|  | Standard Luik        | 4            |  |               |                |        |
|  | Tilleur FC (II)      | 1            |  |               |                |        |

### Finale
|                                     |                |         |               |                                                                          |
| 28 mei 1972 Finale Beker van België | RSC Anderlecht | 1 – 0   | Standard Luik | Heizelstadion, Brussel Toeschouwers: 51.303 Scheidsrechter: Vital Loraux |
| 28 mei 1972 Finale Beker van België | Van Himst 25'  | Verslag |               | Heizelstadion, Brussel Toeschouwers: 51.303 Scheidsrechter: Vital Loraux |

| Anderlecht | Standard |

| RSC Anderlecht: |                   |
|                 |                   |
| GK              | Jan Ruiter        |
| RB              | Georges Heylens   |
| CB              | Gilbert Van Binst |
| CB              | Hugo Broos        |
| LB              | Jos Volders       |
| RM              | Jean Dockx        |
| CM              | Jan Verheyen      |
| LM              | Inge Ejderstedt   |
| RW              | Paul Van Himst    |
| CF              | Jan Mulder        |
| LW              | Rob Rensenbrink   |
| Coach:          |                   |
| Georg Keßler    |                   |

| Standard Luik: |                 |     |
|                |                 |     |
| GK             | Christian Piot  |     |
| RB             | Jacques Beurlet |     |
| CB             | Nico Dewalque   | 26' |
| CB             | Jean Thissen    |     |
| LB             | Léon Dolmans    |     |
| RM             | Thomas Svensson | 57' |
| CM             | Roger Henrotay  |     |
| LM             | Louis Pilot     |     |
| RW             | Léon Semmeling  |     |
| CF             | Ľudovít Cvetler |     |
| LW             | Sylvester Takač |     |
| Wisselspelers: |                 |     |
| CB             | Léon Jeck       | 26' |
| CM             | Bengt Johansson | 57' |
| Coach:         |                 |     |
| René Hauss     |                 |     |

## Topschutter
- Jan Mulder - RSC Anderlecht (8 doelpunten)
- Rob Rensenbrink - RSC Anderlecht (8 doelpunten)

1911/12 · 1912/13 · 1913/14 · 1914/15 · 1915/16 · 1916/17 · 1917/18 · 1918/19 · 1919/20 · 1920/21 · 1921/22 · 1922/23 · 1923/24 · 1924/25 · 1925/26 · 1926/27 · 1927/28 · 1928/29 · 1929/30 · 1930/31 · 1931/32 · 1932/33 · 1933/34 · 1934/35 · 1935/36 · 1936/37 · 1937/38 · 1938/39 · 1939/40 · 1940/41 · 1941/42 · 1942/43 · 1943/44 · 1944/45 · 1945/46 · 1946/47 · 1947/48 · 1948/49 · 1949/50 · 1950/51 · 1951/52 · 1952/53 · 1953/54 · 1954/55 · 1955/56 · 1956/57 · 1957/58 · 1958/59 · 1959/60 · 1960/61 · 1961/62 · 1962/63 · 1963/64 · 1964/65 · 1965/66 · 1966/67 · 1967/68 · 1968/69 · 1969/70 · 1970/71 · 1971/72 · 1972/73 · 1973/74 · 1974/75 · 1975/76 · 1976/77 · 1977/78 · 1978/79 · 1979/80 · 1980/81 · 1981/82 · 1982/83 · 1983/84 · 1984/85 · 1985/86 · 1986/87 · 1987/88 · 1988/89 · 1989/90 · 1990/91 · 1991/92 · 1992/93 · 1993/94 · 1994/95 · 1995/96 · 1996/97 · 1997/98 · 1998/99 · 1999/00 · 2000/01 · 2001/02 · 2002/03 · 2003/04 · 2004/05 · 2005/06 · 2006/07 · 2007/08 · 2008/09 · 2009/10 · 2010/11 · 2011/12 · 2012/13 · 2013/14 · 2014/15 · 2015/16 · 2016/17 · 2017/18 · 2018/19 · 2019/20 · 2020/21 · 2021/22 · 2022/23 · 2023/24 · 2024/25